# Sulfinové kyseliny

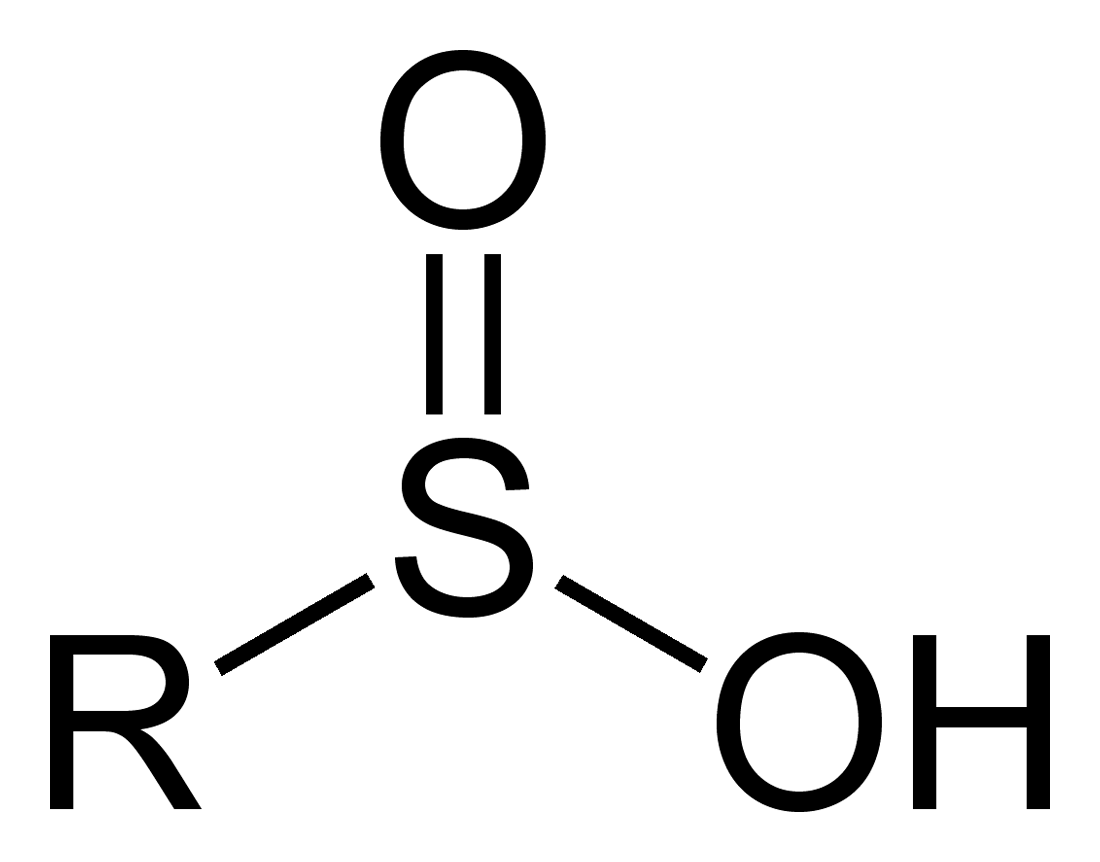
Obecný strukturní vzorec sulfinových kyselin

Sulfinové kyseliny jsou kyseliny obsahující síru s obecným vzorcem RSO(OH).
Často se připravují přímo na místě potřeby okyselením příslušných sulfinátových solí, které jsou obvykle stabilnější než samotné kyseliny a připravují se redukcí sulfonylchloridů. Další možností je reakce Grignardových činidel s oxidem siřičitým. Sulfináty přechodných kovů lze navíc získat reakcí alkylů těchto kovů s oxidem siřičitým. Nesubstituované sulfinové kyseliny jsou izomery (rovněž nestabilních) kyseliny sulfoxylové.

## Příklady
Sulfinovou kyselinou, jejíž vlastnosti byly dobře prozkoumány, je kyselina fenylsulfinová. Významnou sulfinovou kyselinou je také dioxid thiomočoviny, jenž se získává oxidací thiomočoviny peroxidem vodíku.
(NH2)2CS + 2H2O2 → (NH)(NH2)CSO2H + 2H2O

Strukturní vzorec dioxidu thiomočoviny

Dále lze uvést kyselinu hydroxymethylsulfinovou, často používanou ve formě sodné soli (HOCH2SO2Na), která se používá jako redukční činidlo.

## Sulfinátový anion
Konjugovanými zásadami k sulfinovým kyselinám jsou sulfinátové anionty. V organismech mohou vznikat působením enzymu cysteindioxygenázy na aminokyselinu cystein. Jedním z produktů této reakce je hypotaurin, který je derivátem sulfinové kyseliny.